# Аркашево
Арка́шево — деревня в Томском районе Томской области. Входит в состав Корниловского сельского поселения.

## География
Расстояние до Томска — 20 км, до Корнилова (центр поселения) — 14 км.

## История
Основана в 1826 году. В 1926 году деревня Аркашево состояла из 118 хозяйств, основное население — русские. Центр Аркашевского сельсовета Томского района Томского округа Сибирского края. Деревня отмечена на картах от 1821 года, имеет название Аркашева.

## Население
| 1926 | 2002 | 2008 | 2009 | 2010 | 2011 | 2012 |
| ---- | ---- | ---- | ---- | ---- | ---- | ---- |
| 583  | ↘94  | ↗154 | ↗156 | ↘91  | →91  | ↗95  |
| 2013 | 2014 | 2015 | 2021 |      |      |      |
| ↗101 | ↗103 | ↘101 | ↗140 |      |      |      |

## Транспорт
Автобусное сообщение с Томском осуществляется с помощью пригородного автобусного маршрута № 149.

## Социальная сфера и экономика
В Аркашеве есть фельдшерско-акушерский пункт. Ближайшие школа, детский сад, спортшкола и библиотека расположены в центре поселения.
Основу экономической жизни составляет сельское и подсобное хозяйство.